# Moord op de Nijl
Moord op de Nijl is een roman geschreven door Agatha Christie. Het werd voor het eerst gepubliceerd in het Verenigd Koninkrijk door de Collins Crime Club op 1 november 1937 en in de Verenigde Staten door Dodd, Mead and Company het jaar daarop.
De hoofdpersonage in dit boek is de Belgische detective Hercule Poirot. Het verhaal speelt zich af in Egypte, en dan vooral op en langs de Nijl. Een oude bekende kolonel Race komt Hercule een handje helpen. Het boek is verscheidene keren verfilmd. De meest succesvolle was de versie uit 1978.

## Internationale titels
- Bulgaars: Смърт край Нил (Dood op de Nijl)
- Chinees: 尼罗河上的惨案 (Tragedie op de Nijl)
- Deens: Døden på Nilen (De dood op de Nijl)
- Duits: Der Tod auf dem Nil (De dood op de Nijl)
- Engels: Death on the Nile (Dood op de Nijl), originele titel
- Ests: Surm Niilusel (Dood op de Nijl)
- Fins: "Kuolema Niilillä" (Dood op de Nijl)
- Frans: Mort sur le Nil (Dood op de Nijl)
- Grieks: Έγκλημα στο Νείλο (Misdaad op de Nijl)
- Hongaars: Poirot kéjutazáson (Poirot op een vakantietrip), Halál a Níluson (Dood op de Nijl)
- Indonesisch: Pembunuhan di Sungai Nil (Moord op de Nijl)
- Italiaans: Poirot sul Nilo (Poirot op de Nijl)
- Japanees: ナイルに死す (Dood op de Nijl)
- Kroatisch: Smrt na Nilu (Dood op de Nijl)
- Noors: "Hun fulgte etter" (Zij volgde erna), later hernoemd als "Mord på Nilen" (Moord op de Nijl), omdat de eerste titel de plot bijna verraadde.
- Pools: Śmierć na Nilu (Dood op de Nijl)
- Portugees: Morte no Nilo (Dood op de Nijl)
- Russisch: "Убийство на пароходе <<Карнак>>" (=Ubiystvo na parokhode Karnak, Moord op de stoomboot Karnak), "Смерть на Ниле" (=Smert' na Nile, Dood op de Nijl)
- Servisch: Смрт на Нилу (Dood op de Nijl)
- Spaans: Muerte en el Nilo (Dood op de Nijl) or Poirot en Egipto (Poirot in Egypte)
- Thai: ฆาตกรรมแม่น้ำไนล์ (Moord op de Nijl)
- Tsjechisch: Smrt na Nilu (Dood op de Nijl)
- Turks: Nil'de Ölüm  (Dood op de Nijl)
- Zweeds: Döden på Nilen (Dood op de Nijl)